# Memor II+
Le Memor II+ est un système de contrôle de la vitesse utilisé sur le réseau ferré luxembourgeois dans les années 2000, avant le passage à l'ETCS. Il fonctionnait à l'aide des crocodiles.
Son installation s'est terminée en 2004. Il a été utilisé jusqu'au 31 décembre 2019, avant d'être remplacé par l'ETCS niveau 1.
Ce système a été vivement critiqué après l'accident ferroviaire de Dudelange en 2017 où, en plus d'une erreur humaine, une défaillance du système a fait que le « crocodile » n'a pas envoyé l'impulsion au train, qui a franchi un signal fermé à pleine vitesse sans s'arrêter après avoir franchi un signal d'avertissement sans ralentir.

## Caractéristiques
Les signaux d'arrêt sont équipés de deux crocodiles, tandis que les avertisseurs n'en sont équipés que d'un seul ;
- une impulsion positive active une courbe supérieure de contrôle de la vitesse limite maximale : la vitesse du convoi doit être abaissée  à 60 km/h maximum dans les 800 mètres, sinon le système provoque un freinage d'urgence. Par contre, après cette distance de 800 mètres, la vitesse n'est plus contrôlée.
- deux impulsions positives sur une distance de 11 mètres provoquent un freinage d'urgence (signal à l'arrêt).
- une impulsion négative provoque l'émission d'un son de gong reflétant ainsi le bon fonctionnement du dispositif[3].